# Beyond the Edge of Owlsgard
Beyond the Edge of Owlsgard ist ein Point-and-Click-Adventure-Computerspiel, das von dem deutschen Indie-Entwickler WatchDaToast entwickelt und 2022 für Microsoft Windows und Linux veröffentlicht wurde.

## Entwicklung
Das Spiel stammt größtenteils von Hans Klöpfl, der es alleine mit Adventure Game Studio umsetzte. Zur Finanzierung der deutsch- und englischsprachigen Vertonung wurde eine Kickstarter-Kampagne gestartet. Diese verlief erfolgreich. Zudem wurde das Spiel ins französische und spanische übersetzt.

## Handlung
Protagonist Finn ist ein junger anthropomorpher Rehbock. Er geht dem Mysterium auf den Grund, warum die Behausungen der Tiere im Wald nach und nach verschwinden.

## Rezeption
Adventure Corner bezeichnete Beyond The Edge of Owlsgard als „sehens- und spielenswertes Adventure“. Es erinnere vom Game Design und der Präsentation her an Genreklassiker. Trotz der märchenhaften Comic-Grafik richte es sich klar an erwachsenes Publikum. GamersGlobal ordnete es als dem SCUMM-Interface ähnlich ein, wobei es den Grafikstil von King’s Quest und Zeichentrickfilmen von Don Bluth mische. Die Thematik erinnere an Erben der Erde. Für PC Games sei Beyond The Edge of Owlsgard ein humorvolles Fantasy-Abenteuer mit vertrautem Spielgefühl und durch die Optik im Pixel-Art-Stil ein echter Retro-Geheimtipp.

### Auszeichnungen
- AGS Awards 2022[8]
  - Best Background Art
  - Best Character Art
  - Best Animation